# 徐生明
徐生明（1958年9月11日—2013年8月24日），臺灣棒球運動員，高雄縣美濃鎮（今高雄市美濃區）的客家人，高雄縣光揚少棒隊出身、畢業於中國文化大學，曾與郭泰源、莊勝雄等人參加1983年亞洲棒球錦標賽，協助中華民國奧運代表隊取得隔年洛杉磯奧運的棒球表演賽資格權，但因教練決定多選一名左投，徐生明無法進入奧運代表隊正選名單。在球員的職業生涯，守備位置為投手，蝴蝶球為其擅長球路。從球員退役後，成為職棒教練，先後擔任味全龍、高屏雷公、第一金剛、中信鯨、興農牛、義大犀牛等球隊的總教練。選手生涯歷經少棒、青少棒、青棒、成棒等階段，教練生涯則橫跨中華職棒與台灣大聯盟，他的一生是中華民國棒球史的縮影。

## 生平

### 少年時期
徐生明從小就對棒球有興趣，出身高雄縣光揚少棒隊。1971年，從南區少棒選拔賽後，他以優異的球技與隊友魏景林、李泉成等人同時入選第一代台南巨人少棒隊，在國內選拔賽時面對當時全國少棒另一霸權台中金龍隊, 即投出一場完全比賽，技驚四座；並參加1971年的威廉波特少棒賽。1974年，在世界青少棒大賽中，華隊對美西之戰，當時還是青少年的徐生明飆出15K（三振）平大會紀錄。
中學時，進入美和中學，接受譚信民指導，開始練習蝴蝶球。當時與華興中學左投李宗源齊名。
1977年，進入中國文化大學，成為文大棒球隊成員。1979年，因味全與文化大學簽約建教合作，文化大學棒球隊改組成為味全成棒隊（味全龍隊的前身），徐生明加入其中。

### 球員生涯
大學畢業後，徐生明繼續在味全成棒隊打球。
1983年亞洲棒球錦標賽，徐生明曾與郭泰源、莊勝雄等人幫助中華民國奧運代表隊取得隔年洛杉磯奧運棒球表演賽的資格權，但因教練決定多選一名左投，徐生明無法進入奧運代表隊正選名單。
1984年，徐生明決定加盟當時味全成棒隊的姊妹隊、大韓民國的韓國化妝品隊，至大韓民國參加業餘成棒，是第一位至韓國業餘隊打球的台灣球員，他成為韓國業餘年度最佳投手，同時在韓國中央大學就讀體育研究所，主修體育教育，1988年取得碩士學位，碩士論文題目為：《野球投手的訓練傷害原因調査研究：臺灣的大學社會組投手為中心》，成為一位擁有碩士學位的職棒教練。他原有意加入韓國職棒，但因韓國職棒當時不開放外籍球員，因此碩士畢業後便返回家鄉，在母校中國文化大學任教。

### 教練生涯
1990年，追隨教練宋宦勳，進入味全龍隊教練團。1991年被升為總教練。1993年，因味全龍投手人數不足，曾登錄為總教練兼球員，但當年度球季並未正式上場。
1994年，轉任時報鷹隊投手教練，1996年回鍋擔任味全龍隊總教練。1997年至1999年三年皆榮獲中華職棒年度最佳總教練。
1999年，遭不明人士以刀刺傷臀部，疑似因為徐生明不願配合打假球。
2000年，味全龍隊被入主味全的魏應行解散，徐生明帶著部份龍隊球員轉檯台灣大聯盟，這些球員歷經選秀後繼續跟隨徐總加盟高屏雷公隊。
2003年初，國內兩職棒聯盟合併，徐生明以第一金剛隊總教練回鍋中華職棒，成為唯一能游走兩職棒聯盟的總教練，但只執教了三十幾場即辭職離隊。
隨後擔任中華成棒隊總教練，於亞洲棒球錦標賽擊敗南韓隊，使中華成棒隊取得雅典奧運資格。
2003年，中信鯨球員爆發涉及簽賭打假球，總教練林仲秋請辭，徐生明應林仲秋之邀，接任中信鯨隊投手教練、總教練，並以五百勝的成績成為台灣職棒史上最多勝的總教練。
2004年，率領中華成棒隊參與雅典奧運，但並未打入四強。在此時，因痛風，長期服用止痛劑，同時有高血壓，腎臟出現問題造成腎衰竭，需要接受腹膜透析洗腎。接受弟弟徐政明的活體捐腎，移植手術成功。
2005年，媒體報導中華職棒簽賭疑雲，徐生明也遭波及。在球季結束後，徐生明遭到解職，徐生明堅持自身清白，拒絕接受任何後續的酬庸行政職位。
2007年，獲聘出任中華民國棒球協會的亞運、奧運棒球選訓召集人。
2008年，復出中華職棒，接任興農牛隊總教練。2010年，帶領興農牛在上半球季封王，但在台灣大賽中敗給兄弟象，成為年度亞軍。在2010年球季結束後，興農牛球團的經營策略改變，決定不再使用洋將，徐生明卸下總教練一職。
2012年12月21日，接任義大犀牛總教練。
2013年8月24日，義大犀牛與兄弟象比賽結束後，與妻子外出散步、慢跑，返家之後心因性休克，送往臺北市立聯合醫院陽明院區急救不治，享年55歲，遺體火化後葬於高雄大崗山「吉園大吉座」納骨塔。

## 事蹟
- 他是中華職棒史上首任具碩士學位的總教練，曾為最多勝教練，同時也是最多敗教練，曾三度連續取得最佳總教練，職棒教練生涯共計715勝。
- 1991年被升為味全龍隊總教練，以32歲的年紀，成為中華職棒史上最年輕總教練。
- 其帶兵一向以嚴格著稱，更充滿著個人色彩，也是中華職棒第一個被驅逐出場的總教練，頗受爭議但也得到許多球迷的喜愛。

## 廣告代言
- 2004年5月26日，拍攝寶礦力水得電視廣告「鐵血教練篇」。

## 榮譽
- 2004年9月9日，行政院體育委員會頒發「93年精英獎最佳教練獎」給徐生明。
- 2013年12月18日，教育部體育署頒發「102年精英獎終身成就獎」給徐生明，由徐生明之妻謝榮瑤領獎。[4]
- 高雄市體育處—終身奉獻獎

## 學歷
- 韓國中央大學 體育研究所 碩士
- 中國文化大學 體育學系 學士
- 屏東縣私立美和中學 高中部
- 屏東縣私立美和中學 國中部
- 高雄縣美濃鎮美濃國民小學

## 家庭
其妻謝榮瑤，兩人生有一子(徐嘉宏)一女(徐雅玲)。
知名體育主播徐展元是其姪子。

## 其他
徐生明在中華職棒的紀錄是610勝587敗43和，在台灣大聯盟的成績則是105勝108敗3和，職棒總教練生涯共715勝。其妻透過代總教練黃煚隆表示，徐生明的遺願是，希望中華職棒可以將他生涯715勝列入記錄，以及義大犀牛隊能夠在今年度奪冠。
中華職棒會長黃鎮台，於2013年8月25日，宣布承認徐生明在台灣大聯盟時期的戰績。
義大犀牛隊領隊謝秉育宣布，徐生明85號球衣在義大犀牛中正式引退成為榮譽背號，並在主場高掛85號球衣。接手義大犀牛的富邦悍將曾繼續引退此背號，直到2021年由接受過「美濃少棒十年培育計畫」培訓的富邦悍將球員劉俊豪重新使用背號85號，以感念發起計畫的徐生明。
2021年10月16日，背號85號列入味全龍隊退休背號，味全球團同日也在天母棒球場舉行背號85號的退休儀式，並在球場外的士東路側人行道邊設立紀念碑。
2024年7月22日，徐生明的紀念意象銅雕模型在高雄市美濃國民小學旁正式揭幕。

## 總教練戰績
| 年度           | 所帶球隊 | 勝  | 和 | 敗  | 勝率  | 備註                             |
| 1991年中職2年  | 味全龍   | 46  | 8  | 36  | 0.561 |                                  |
| 1992年中職3年  | 味全龍   | 41  | 7  | 45  | 0.494 |                                  |
| 1993年中職4年  | 味全龍   | 48  | 2  | 40  | 0.545 |                                  |
| 1996年中職7年  | 味全龍   | 55  | 2  | 53  | 0.561 |                                  |
| 1997年中職8年  | 味全龍   | 46  | 4  | 46  | 0.500 | 台灣大賽冠軍、中華職棒最佳總教練 |
| 1998年中職9年  | 味全龍   | 56  | 1  | 48  | 0.538 | 台灣大賽冠軍、中華職棒最佳總教練 |
| 1999年中職10年 | 味全龍   | 43  | 4  | 39  | 0.557 | 台灣大賽冠軍、中華職棒最佳總教練 |
| 2000年TML4年   | 年代雷公 | 40  | 1  | 43  | 0.482 |                                  |
| 2001年TML5年   | 年代雷公 | 31  | 1  | 28  | 0.525 |                                  |
| 2002年TML6年   | 年代雷公 | 34  | 1  | 37  | 0.479 |                                  |
| 2003年中職14年 | 第一金剛 | 7   | 1  | 24  | 0.226 |                                  |
| 2004年中職15年 | 中信鯨   | 38  | 5  | 50  | 0.474 |                                  |
| 2005年中職16年 | 中信鯨   | 47  | 4  | 49  | 0.490 |                                  |
| 2008年中職19年 | 興農牛   | 12  | 0  | 28  | 0.300 | 7月份執掌兵符                    |
| 2009年中職20年 | 興農牛   | 57  | 3  | 60  | 0.487 |                                  |
| 2010年中職21年 | 興農牛   | 65  | 2  | 53  | 0.551 |                                  |
| 2013年中職24年 | 義大犀牛 | 49  | 1  | 37  | 0.570 | 季中逝世                         |
| 合計           | 十七年   | 715 | 46 | 709 | 0.502 |                                  |

## 延伸閱讀
- 徐生明. . 凱特文化. 2007-06-12. ISBN 9789868337893.
- 《淬鍊-徐生明教練》：不僅是台灣棒球的縮影，更是不屈精神的表現 （页面存档备份，存于）

| 體育角色          | 體育角色                                    | 體育角色              |
| ----------------- | ------------------------------------------- | --------------------- |
| 中華職棒          |                                             |                       |
| 前任： 宋宦勳     | 味全龍總教練 1991年1月5日—1993年            | 繼任： 田宮謙次郎     |
| 前任： 田宮謙次郎 | 味全龍總教練 1996—1999年                    | 繼任： 葉君璋 2019年- |
| 前任： 林仲秋     | 中信鯨總教練 2004—2005年                    | 繼任： 李來發         |
| 前任： 劉榮華     | 興農牛總教練 2008年7月4日—2010年12月2日     | 繼任： 劉榮華         |
| 前任： 首任       | 義大犀牛總教練 2012年12月21日—2013年8月24日 | 繼任： 黃煚隆(代理)   |